# Jussi Veikkanen
Jussi Veikkanen (29 de marzo de 1981) es un ciclista finlandés que fue profesional entre 2002 y 2015.

## Biografía
Hizo su carrera deportiva casi en su totalidad en la Française des Jeux, excepto en 2011 cuando corrió para el equipo belga Omega Pharma-Lotto. Participó en cinco ocasiones en el Giro de Italia (2006, 2007, 2008, 2011 y 2012).
También fue campeón de Finlandia en ruta en 2003, 2005, 2006, 2008, 2010, 2013 y 2014.
El 5 de julio de 2009 se convirtió en el primer finlandés en llevar un maillot oficial en el Tour de Francia: el maillot de la montaña.
El 29 de septiembre de 2015 anunció su retirada como ciclista profesional tras competir en el Tour de Vendée.

## Palmarés
| 2002 - 2.º en el Campeonato de Finlandia Contrarreloj - 2.º en el Campeonato de Finlandia en Ruta 2003 - Campeonato de Finlandia en Ruta 2004 - Boucle de l'Artois - 3.º en el Campeonato de Finlandia en Ruta - 3.º en el Campeonato de Finlandia Contrarreloj 2005 - Campeonato de Finlandia en Ruta 2006 - Tropicale Amissa Bongo, más 1 etapa - 1 etapa del Tour de Poitou-Charentes - 3.º en el Campeonato de Finlandia Contrarreloj - Campeonato de Finlandia en Ruta | 2008 - 1 etapa de la Ruta del Sur - 2.º en el Campeonato de Finlandia Contrarreloj - Campeonato de Finlandia en Ruta - 1 etapa de la Vuelta a Alemania 2010 - 1 etapa del Tour del Mediterráneo - Campeonato de Finlandia en Ruta 2013 - Campeonato de Finlandia en Ruta 2014 - Campeonato de Finlandia en Ruta 2015 - 3.º en el Campeonato de Finlandia Contrarreloj - 2.º en el Campeonato de Finlandia en Ruta |

## Resultados en Grandes Vueltas y Campeonatos del Mundo
| Carrera         | Carrera         | 2005 | 2006 | 2007  | 2008 | 2009  | 2010 | 2011  | 2012  | 2013 | 2014  | 2015  |
| --------------- | --------------- | ---- | ---- | ----- | ---- | ----- | ---- | ----- | ----- | ---- | ----- | ----- |
|                 | Giro de Italia  | —    | 70.º | 44.º  | 50.º | —     | —    | 120.º | 146.º | —    | 109.º | 147.º |
|                 | Tour de Francia | —    | —    | —     | —    | 108.º | —    | —     | —     | —    | —     | —     |
|                 | Vuelta a España | Ab.  | —    | 135.º | —    | —     | —    | —     | —     | Ab.  | —     | Ab.   |
| Mundial en Ruta | Mundial en Ruta | —    | —    | —     | —    | 49.º  | —    | —     | —     | Ab.  | —     | —     |

—: no participa

Ab.: abandono

## Equipos
- Team Mälarenergi (2002-2003)
  - Team Mälarenergi-Sime (2002)
  - Team Mälarenergi (2003)
- Française des Jeux (2005-2010)
  - Française des Jeux (2005-2009)
  - FDJ (2010)
- Omega Pharma-Lotto (2011)
- FDJ (2012-2015)
  - FDJ-Big Mat (2012)
  - FDJ.fr (2013-2014)
  - FDJ (2015)